# ハウスヤルヴィ
ハウスヤルヴィ（Hausjärvi）はフィンランドの自治体。南スオミ州、カンタ＝ハメ県に位置している。リーヒマキ郡に属しており、ヘルシンキの北約65 kmにある。人口8,144人 (2021年12月31日現在)。
ヒキア、オイッティ、リュッティル3つの主な集落がある。自治体的な中心地はオイッティであるが、政治的には、どの中心を公共投資の目的地として開発すべきか論議されている。
この自治体はフィンランド語のみを公共的に使用している。

## 友好都市
- 奈井江町、日本（1995年から）
- Väike-Maarja Parish（1989年から）